# Activity driver
Een Activity driver geeft aan in welke mate activiteiten verbruikt worden bij het tot stand komen van een product of dienst.  De bepaling van activity drivers is cruciaal voor de berekening van de productiekostprijs van een product, voornamelijk bij het Activity Based Costing-systeem, een methode van kostprijsberekening waarbij de indirecte kosten op een gefundeerde manier aan kostenobjecten worden toegerekend.  Onder activiteiten worden repetitieve acties verstaan die uitgevoerd worden om een bepaalde ondernemingsfunctie te vervullen.
Bij de keuze van een activity driver moet men zich afvragen welke de belangrijkste factor is die de kosten van een activiteit doet variëren.  De activity driver voor bijvoorbeeld een activiteit als ‘ontvangst van goederen’ is het aantal aankooporders.  Voor de activiteit ‘instelling van een machine’ is de activity driver het aantal instellingen.  Voor een andere activiteit als ‘automatische assemblage’ gelden de machine-uren als activity driver.  De verkooporders bepalen dan weer de kosten van de activiteit ‘verpakking’.
Er bestaan drie soorten activity drivers: de transaction driver, duration driver en intensity drivers:
1. Transaction driver: bijvoorbeeld het aantal instellingen van een machine. Er worden namelijk gemiddelde kosten per instelling verkregen zodat alle instellingen dezelfde kosten toegewezen krijgen. Het voordeel van een transaction driver zijn de beperkte registratiekosten.  Enkel het aantal instellingen dient opgemeten te worden. Het nadeel van de transaction driver is echter dat verschillen tussen instellingen niet gereflecteerd worden in het Activity Based Costing-systeem.
2. Duration driver: deze activity driver houdt rekening met de duurtijd van een activiteit.  De veronderstelling van een duration driver is dat een instelling van x uur evenveel kost als een andere instelling van x uur.
3. Intensity driver: houdt de kosten bij per individuele instelling, wat meerkosten oplevert van registratie, maar wel een betere benadering is van de werkelijkheid.  Bij het gebruik van intensity drivers wordt de veronderstelling van de duration driver weggelaten.  Want het is immers mogelijk dat de inzet van middelen voor instellingen van eenzelfde tijdsduur toch verschillend is.  Een instelling van bijvoorbeeld drie uur kan ondersteund worden door slechts één personeelslid, terwijl een andere instelling van dezelfde duur door 10 personeelsleden begeleid kan worden.